# Кокум-бий
Кокум-бий (кирг. Көкүм бий; год рождения неизвестен — ум. примерно 1620/1626 гг.) — кыргызский родоначальник и наместник Ташкента в Казахском ханстве .

## Биография
Кыргызский историк Б. Султоноев указывал, что Кокум-бий был внуком Тагай-бия (Мухаммад Кыргыза). В XVII веке Кокум-бий сыграл значительную роль в укреплении казахско-кыргызских и узбекско-кыргызских отношений. Также он показал себя достаточно талантливым командующим войск и искусным предводителем в войне с джунгарами. Кокум-бий поддерживал военно-политический союз с Казахским ханством и по приказу казахского хана Есима, его поставили править в Ташкенте.
В народной памяти о Кокум-бие сохранились такие известия, как «Кокум бийдин коктомосу» (с кирг. — «Уложения Кокум бия») и «Кокум бийдин кок кумбозу» (с кирг. — «Синий кумбез Кокум бия»). «Уложения Кокум бия» связаны с тем, что после того как Есим-хан назначил Кокум-бия править Ташкентом, по собственной инициативе и при поддержке Есим-хана Кокум-бий переселил в район города Ташкента кыргызов и казахов с целью того, чтобы они жили в согласии с узбеками и другими местными народами. Именно в это время был разработан ряд уложений и положений по развитию социально-экономического положения города и его жителей. «Синий кумбез Кокум бия» был построен по приказу Есим-хана после смерти Кокум-бия. Казахский хан построил из жженного кирпича огромный кумбез  в мазаре — кладбище Карлыгаш, города Ташкента. Есим-хан приказал сделать купол кумбеза синим, «цветом неба», по этому и в народе он быстро получил название «Синий кумбез Кокум бия».
Ч. Валиханов пишет в о Кокум-бие следующее:

Судя по генеалогии предков народа, орда эта была невелика численностью, и сами они говорят, что сильнейший их родоначальник Кукем, современник хана киргизского Ишима, имел 500 человек.

Кокум-бий внес большой вклад в укрепление казахско-кыргызского союза. Совместные действия казахско-кыргызского войска вынудили вторгнувшиеся в их земли джунгарские войска отступить назад, в Сибирь.